# 두카티 848
두카티 848(이탈리아어: Ducati 848)은 두카티에서 제작한 849 cc (51.8 cu in) 90° L-트윈 엔진을 탑재한 스포츠 바이크이다. 2008년 모델로 2007년 11월 6일에 발표되었으며, 749를 대체했다. 848과 1098은 잔드레아 파브로가 동일한 디자인으로 설계했으며, 둘 다 동일한 프레임과 차체를 사용한다. 1세대 848은 10,000 rpm에서 공칭 92 kW (125 PS; 123 hp), 8,240 rpm에서 90 N·m (66 lbf·ft)의 돌림힘을 낸다. 제조사 주장 건조 중량이 168 kg (370 lb)인 848은 더 큰 배기량의 형제 모델인 1198보다 5 kg (11 lb) 가볍다. 1세대 848은 2008, 2009, 2010년 모델에 해당한다. 2009년 7월에는 2009년 모토 GP 시즌부터 두카티에서 레이싱을 펼친 세계 챔피언 니키 헤이든과의 마케팅 협력을 위해 2010년 모델로 848 헤이든 리미티드 에디션이 출시되었다.
2010년 8월, 두카티는 모델의 진화형인 848 에보를 발표했다. 이 바이크는 모노블록 브렘보 제동기 캘리퍼, 스티어링 댐퍼, 그리고 103 kW (140 PS; 138 hp)의 일률과 10,500 rpm에서의 98 N·m (72 lbf·ft)의 돌림힘을 증가시키는 일부 엔진 개선과 같은 작은 수정이 이루어졌다.
2012년과 2013년 마지막 모델 연도에는 848 EVO 코르세 스페셜 에디션이 표준 848 EVO 옆에 프리미엄 버전으로 판매되었다. 2012년 모델 848 EVO 코르세 스페셜 에디션은 코르세 색상 구성, 업그레이드된 330mm 전면 제동기, 조절식 올린스 서스펜션, 두카티 퀵 시프트(DQS), 두카티 데이터 분석기(DDA), 조절식 두카티 트랙션 컨트롤(DTC)을 특징으로 했다. 2013년 모델 코르세 스페셜 에디션은 알루미늄 연료 탱크를 사용하여 건조 중량을 167 kg (368 lb)으로 줄이고 용량을 2.5 L (0.55 imp gal; 0.66 US gal) 증가시켰다. 모든 848 EVO 코르세 스페셜 에디션은 10,500 rpm에서 공칭 103 kW (140 PS; 138 hp), 9,750 rpm에서 98 N·m (72 lbf·ft)의 돌림힘을 가졌다.

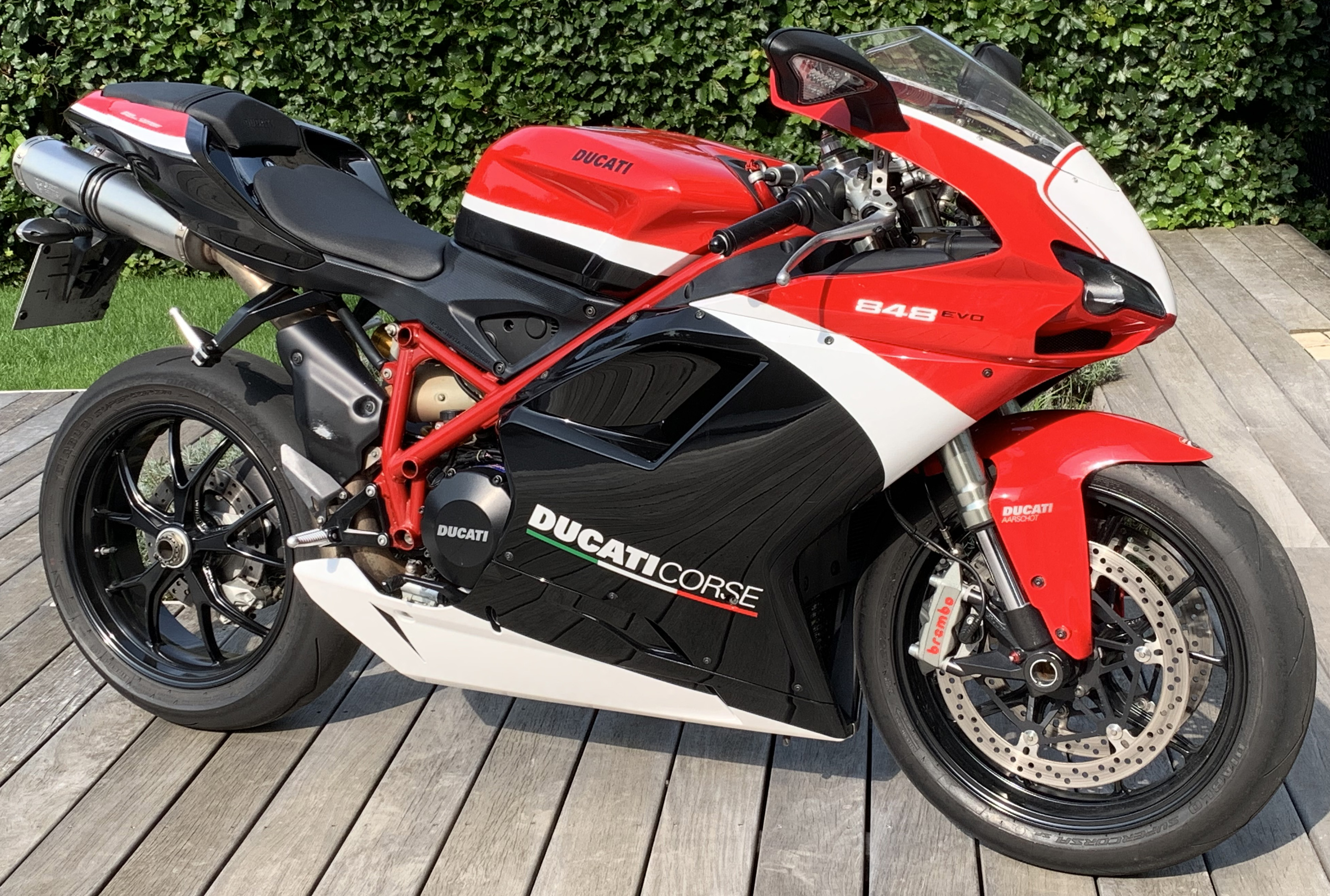
848 EVO 코르세 스페셜 에디션 2012년 모델

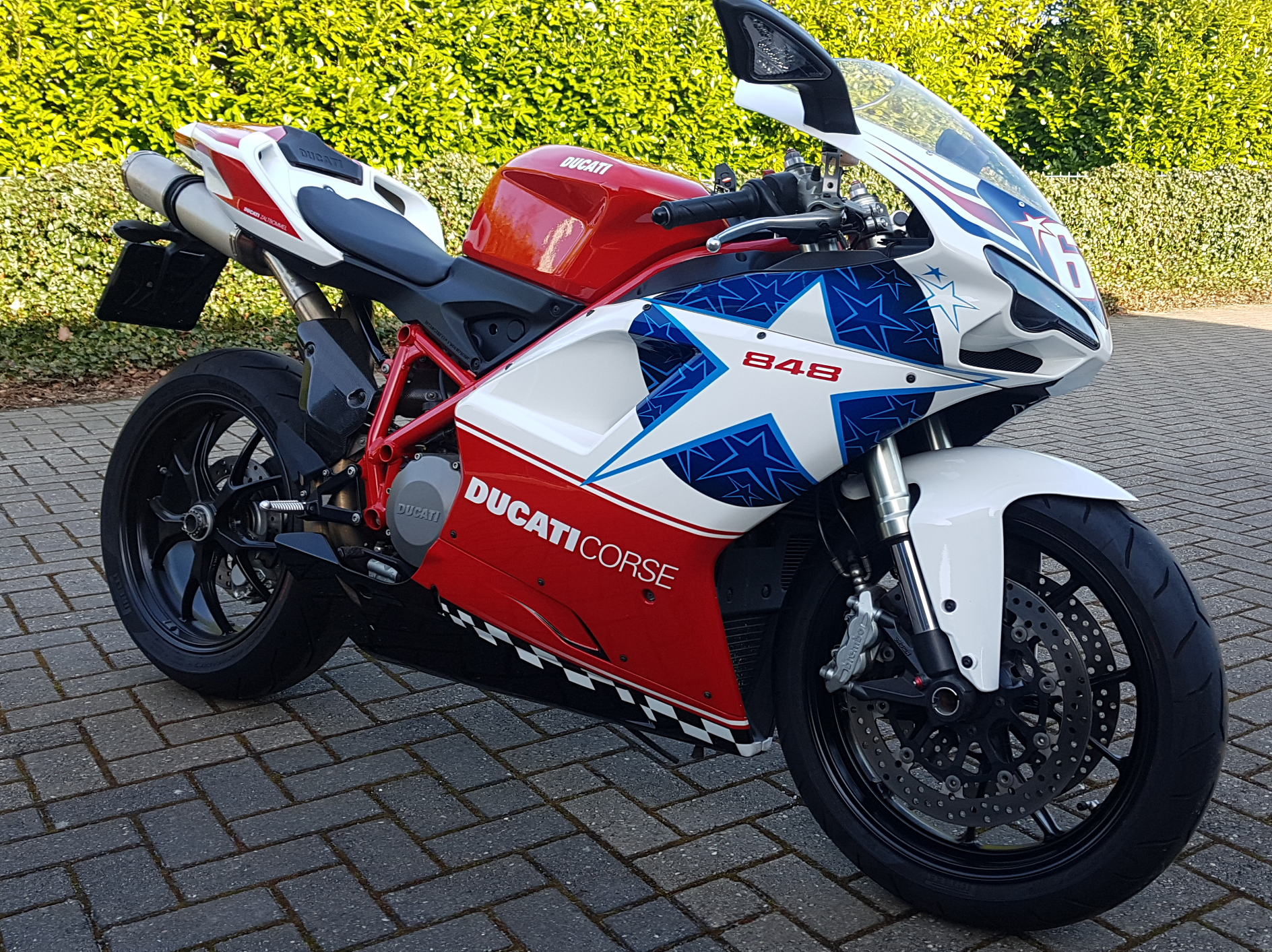
두카티 848 헤이든 리미티드 에디션

2013년에 두카티는 848이 899 파니갈레로 대체될 것이라고 발표했다.

## 선행 모델과의 차이점

### 트렐리스 프레임
두카티 코르세와 협력하여 개발된 848 트렐리스 프레임은 두카티 749의 단순화된 튜브 레이아웃을 사용하며, 주요 부분 튜브의 직경은 28mm에서 34mm로 확대되었지만, 두께는 2mm에서 1.5mm로 줄었다. 두카티는 이로 인해 강성이 14% 증가하고 무게가 1.5 kg (3.3 lb) 절감되어, 848이 749보다 공칭 20 kg (44 lb) 더 가벼워졌다고 말한다.

### 엔진 개정

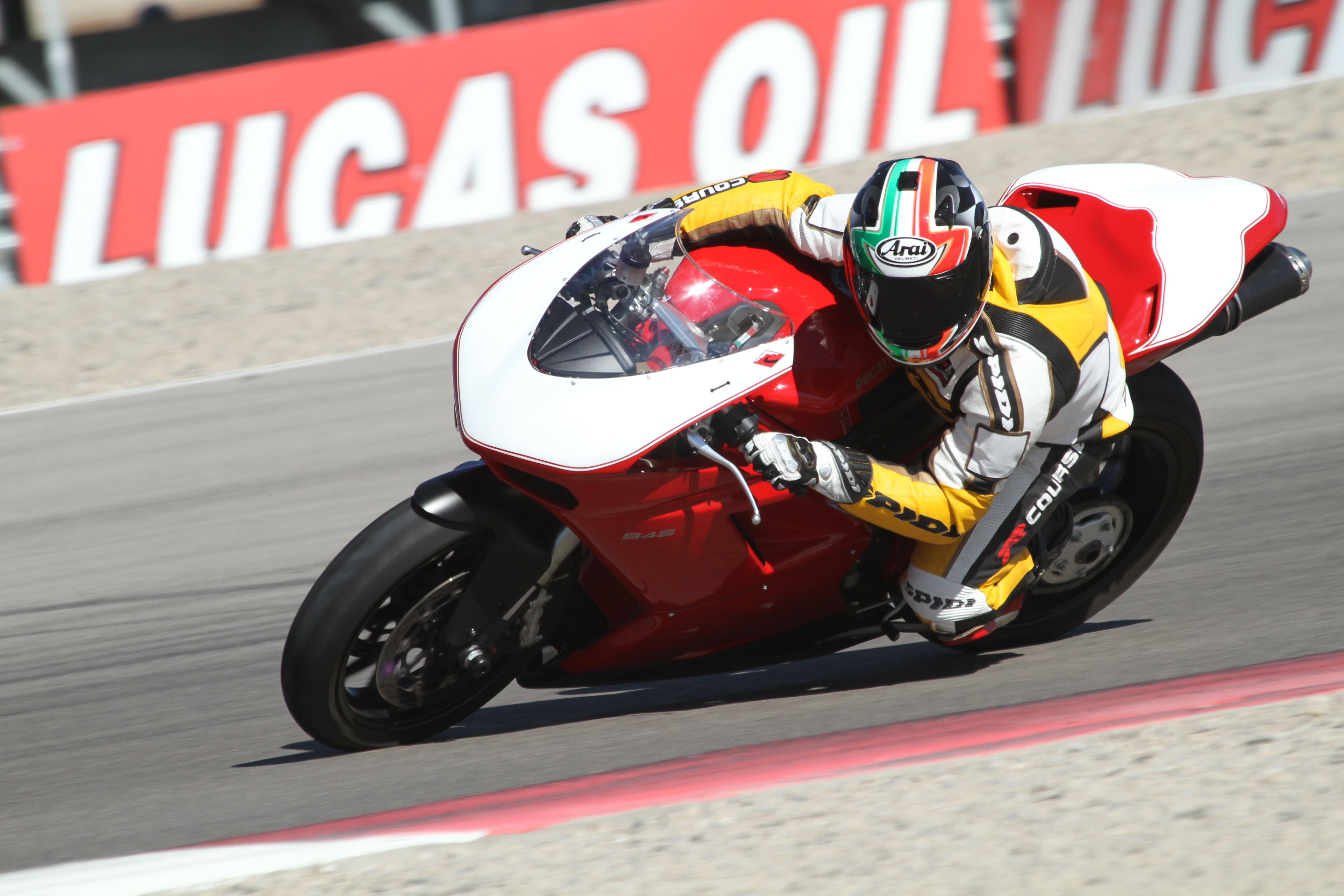
밀러 모터스포츠 파크에서 레이스 준비를 마친 두카티 848

대부분의 섀시 부품은 1098/1198과 동일하지만, 모터는 2008년에 완전히 새로운 디자인이었다. 뒷바퀴에서 약 87 kW (116 hp)의 출력을 낸다. "테스타스트레타 에볼루치오네"는 848이라는 이름에도 불구하고 849cc의 배기량을 위해 94 x 61.2mm의 보어 및 스트로크를 사용한다. 모터 케이스는 바큐랄(Vacural)이라는 새로운 진공 다이캐스팅 방식으로 제작되어 엔진 무게가 Ducati 749보다 7 lb (3.2 kg) 더 가벼워졌다. 흡기 밸브는 Ducati 749보다 2.5mm 증가한 39.5mm로 커졌다. 배기 밸브는 1.5mm 증가한 32mm로 커졌다. 밸브 각도는 두카티 1098과 동일하다. 이 바이크는 MotoGP 디자인을 본뜬 한 쌍의 타원형 56mm 스로틀 바디를 사용한다.
2011년 두카티 848 에보는 마렐리 스로틀 바디, 더 직선적인 흡기 포트와 재형성된 연소실을 가진 개정된 실린더 헤드를 포함하여 엔진에 여러 가지 변화가 있었다. 두카티는 이러한 변화로 인해 11 kW (15 hp)의 증가가 발생하여 출력이 103 kW (140 PS; 138 hp) (95/1/EC)에 이른다고 주장했다. 사이클 월드 잡지의 첫 다이노미터 테스트 결과 이전 모터보다 1.2 kW (1.6 hp) 증가한 것으로 나타났다. 주목할 만한 에보 엔진 변경 사항은 1세대 848의 12:1에서 에보의 13.2:1로 압축비가 증가했으며, rpm 레드라인이 에보에서 10,800rpm에서 11,300rpm으로 이동했다는 점이다.

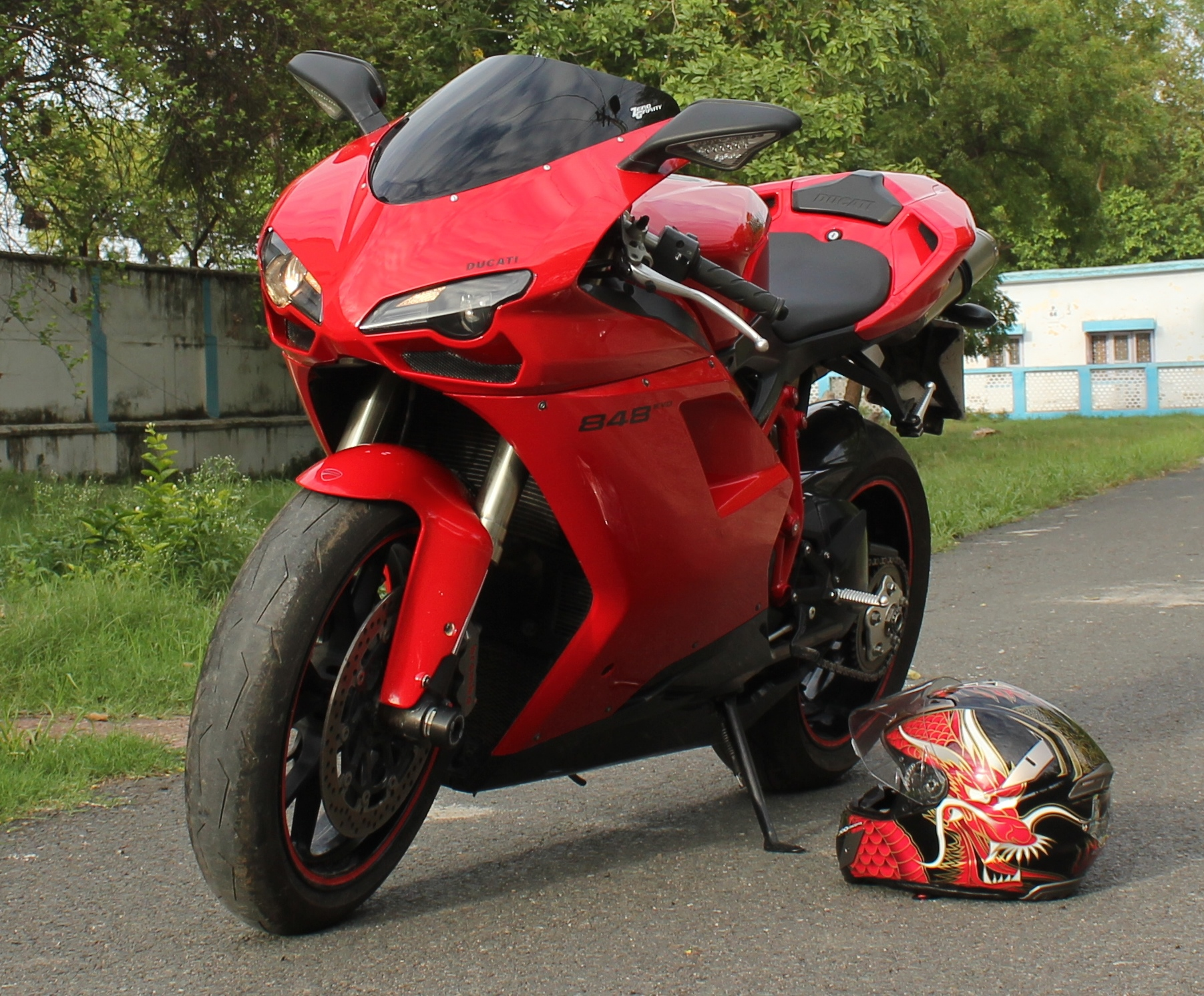
두카티 848 EVO

### 습식 클러치
1198과 848은 916/748 및 999/749 모델과 마찬가지로 많은 유사한 부품을 공유하지만, 848은 이전 두카티 슈퍼바이크의 전통적인 건식 클러치 대신 습식 클러치를 사용한다. 제조사는 습식 클러치가 무게를 줄이고, 클러치의 수명과 "느낌"을 개선하며, 소음을 줄인다고 주장한다. 두카티는 과거에 자신들의 바이크를 무엇보다 레이싱의 디자인 명령을 준수하는 것으로 마케팅하기 위해 일반 스트리트 바이크와 달리 건식 클러치만을 고수했다. 건식 클러치는 "돌통처럼 덜덜거린다"지만, 두카티와 그 지지자들은 클러치의 "전형적인 소음이 바이커들의 귀에는 음악과 같다"고 느꼈다. 848의 습식 클러치는 이러한 점에서 크게 벗어났다. 왜냐하면, "두카티는 각 바이크를 해당 바이크의 목표 고객층과 의도된 환경에 맞춰 사양과 기능을 개발하는 새로운 철학을 공장 내에 가지고 있음을 매우 분명히 했다."

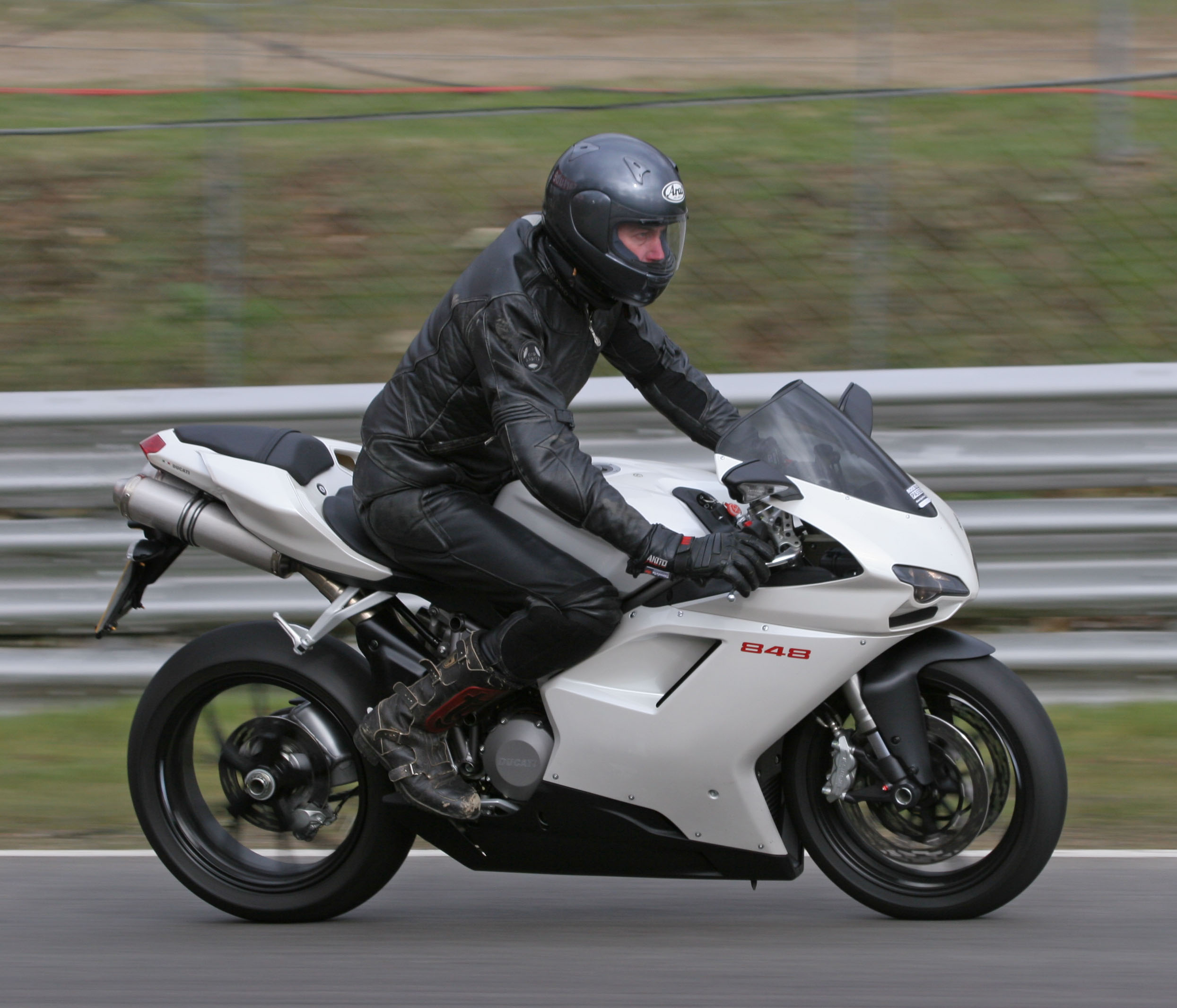
두카티 848

## 더 큰 두카티 슈퍼바이크와의 비교
848은 전작인 749가 999와 그랬던 것보다 더 강력한 1098/1198과 물리적, 기술적 디자인 요소를 더 많이 공유한다. 많은 경우 1098/1198과 848은 부품 번호까지 동일하다.
두 바이크는 연료 탱크를 포함한 동일한 차체를 사용한다. 스티어링 댐퍼 마운트를 제외하고 두 바이크의 프레임은 동일하며, 이는 동일한 휠베이스와 레이크 및 트레일 수치를 가져온다. 2세대 848 에보는 1098/1198과 동일한 모노블록 제동기 캘리퍼와 스티어링 댐퍼 마운트를 가진 동일한 프레임을 가졌다. 848 EVO 코르세 스페셜 에디션은 1098/1198의 330mm 전면 제동기 디스크를 사용한다. 서스펜션 연결을 포함한 후면 서스펜션은 동일하며, 동일한 쇼와 쇼크를 사용한다. 소음기와 디젤 산화 촉매장치를 수용하는 배기통을 포함한 배기 시스템의 많은 부품이 공유된다.
엔진 배기량의 차이에도 불구하고, 두 바이크는 밸브 각도와 마그네슘 밸브 커버를 공유한다. 오일 쿨러와 라디에이터 또한 매우 유사하다. 변속기는 다르며, 848의 기어비가 더 가깝다.

## 참고 문헌
- Bond, Steve (2006년 12월 9일), “Gorgeous Monster totally impractical”, 《thestar.com》 (Toronto Star)
- Cernicky, Mark (December 2007). “WebRide: 2008 Ducati 848”. 《Cycle World》. Hachette Filipacchi Media, U.S.
- Ducati TechCafe FAQ, 〈7: Why do Ducatis have dry clutches?〉, 《Ducati.com》, Ducati Motor Holding, Question 7, 2008년 12월 23일에 원본 문서에서 보존된 문서
- Duke, Kevin (2007년 12월 28일), “2008 Ducati 848 Road Test”, 《Motorcycle.com》, 2008년 3월 20일에 확인함
- Hutchison, Ken (2007년 12월 17일). “2008 Ducati 848 First Ride”. 《MotocycleUSA.com》.
- Norris, Mark (2008년 1월 4일), “Soup Tested: 2008 Ducati 848; Addition By Subtraction”, 《SuperbikePlanet.com》 (Hardscrabble Media), 2008년 6월 15일에 원본 문서에서 보존된 문서, 2008년 1월 11일에 확인함
- Norris, Mark (2008년 1월 10일), “Ducati 848 vs. 1098S: A Snap Shot Comparison”, 《SuperbikePlanet.com》 (Hardscrabble Media), 2008년 9월 29일에 원본 문서에서 보존된 문서, 2008년 1월 11일에 확인함
- 비디오: 새로운 두카티 848의 첫 시승, 모터사이클 뉴스, 2007년 12월 3일
- 비디오: 두카티 1098 대 848, 모터사이클 뉴스, 2007년 12월 19일
- “Ducati 848”, 《Web Bike World》 (webWorld International), 2009